# Dendropemon loranthoideus
Dendropemon loranthoideus là một loài thực vật có hoa trong họ Loranthaceae. Loài này được (Baill.) Tiegh. mô tả khoa học đầu tiên năm 1894.